# Nereis caymanensis
Nereis caymanensis är en ringmaskart som beskrevs av Fauchald 1977. Nereis caymanensis ingår i släktet Nereis och familjen Nereididae. Inga underarter finns listade i Catalogue of Life.